# Per Willy Guttormsen
Per Willy Guttormsen (* 11. Juni 1942 in Narvik) ist ein ehemaliger norwegischer Eisschnellläufer.

## Werdegang
Guttormsen, der für den ASK aus Oslo startete, trat international erstmals bei der Mehrkampfweltmeisterschaft 1964 in Helsinki in Erscheinung, wo er den sechsten Platz im Großen Vierkampf errang. In der Saison 1964/65 lief er bei der Mehrkampfeuropameisterschaft 1965 in Göteborg auf den 15. Platz und bei der Mehrkampfweltmeisterschaft 1965 in Oslo auf den 12. Rang im Großen Vierkampf. In den folgenden Jahren belegte er bei der Mehrkampfeuropameisterschaft 1966 in Deventer den 11. Platz, bei der Mehrkampfweltmeisterschaft 1966 in Göteborg den vierten Rang und bei der Mehrkampfweltmeisterschaft 1967 in Oslo den siebten Platz im Großen Vierkampf. Nach Platz drei bei der norwegischen Mehrkampfmeisterschaft zu Beginn der Saison 1967/68, wurde er bei der Mehrkampfeuropameisterschaft 1968 in Oslo Siebter im Großen Vierkampf. Im Februar 1968 siegte er beim internationalen Wettkampf in Davos über 3000 Meter, 5000 Meter sowie im Kleinen Vierkampf und wurde bei den folgenden Olympischen Winterspielen in Grenoble jeweils Vierter über 5000 sowie 10.000 Meter. Außerdem errang er bei der Mehrkampfweltmeisterschaft 1968 in Göteborg den neunten Platz im Großen Vierkampf und lief im März 1968 in Inzell mit einer Zeit von 15:16,1 Minuten über 10.000 Meter einen neuen Weltrekord, welchen er bis zum 26. Januar 1969 hielt.
In den folgenden Jahren kam Guttormsen bei der Mehrkampfweltmeisterschaft 1969 in Deventer auf den achten Platz, bei der Mehrkampfeuropameisterschaft 1970 in Innsbruck auf den zehnten Rang, bei der Mehrkampfeuropameisterschaft 1971 in Heerenveen auf den siebten Platz und bei der Mehrkampfweltmeisterschaft 1971 in Göteborg auf den achten Rang im Großen Vierkampf. Letztmals international startete er in der Saison 1971/72. Dabei belegte er bei den Olympischen Winterspielen 1972 in Sapporo den 11. Platz über 10.000 Meter und bei der Mehrkampfweltmeisterschaft 1972 in Oslo den 13. Rang im Großen Vierkampf. Nach der Saison nahm er noch bis 1987 an nationalen Rennen teil und erreichte im Jahr 1973 mit dem zweiten Platz sein bestes Ergebnis bei norwegischen Mehrkampfmeisterschaften.

## Erfolge

### Olympische Spiele
- 1968 Grenoble: 4. Platz 5000 m, 4. Platz 10.000 m
- 1972 Sapporo: 11. Platz 10.000 m

### Mehrkampfweltmeisterschaften
- 1964 Helsinki: 6. Platz Großer Vierkampf
- 1965 Oslo: 12. Platz Großer Vierkampf
- 1966 Göteborg: 4. Platz Großer Vierkampf
- 1967 Oslo: 7. Platz Großer Vierkampf
- 1968 Göteborg: 9. Platz Großer Vierkampf
- 1969 Deventer: 8. Platz Großer Vierkampf
- 1971 Göteborg: 8. Platz Großer Vierkampf
- 1972 Oslo: 13. Platz Großer Vierkampf

### Mehrkampfeuropameisterschaften
- 1965 Göteborg: 15. Platz Großer Vierkampf
- 1966 Deventer: 11. Platz Großer Vierkampf
- 1968 Oslo: 7. Platz Großer Vierkampf
- 1970 Innsbruck: 10. Platz Großer Vierkampf
- 1971 Heerenveen: 7. Platz Großer Vierkampf

## Persönliche Bestzeiten
| Disziplin | Zeit        | Datum           | Ort    |
| --------- | ----------- | --------------- | ------ |
| 500 m     | 41,2 s      | 15. Januar 1972 | Davos  |
| 1000 m    | 1:24,9 min  | 10. März 1971   | Oslo   |
| 1500 m    | 2:04,6 min  | 7. März 1970    | Inzell |
| 3000 m    | 4:18,9 min  | 5. März 1970    | Inzell |
| 5000 m    | 7:14,9 min  | 7. März 1970    | Inzell |
| 10.000 m  | 15:13,7 min | 1. März 1969    | Inzell |